# Kalendarium historii Korei Północnej

Położenie Korei Północnej na mapie

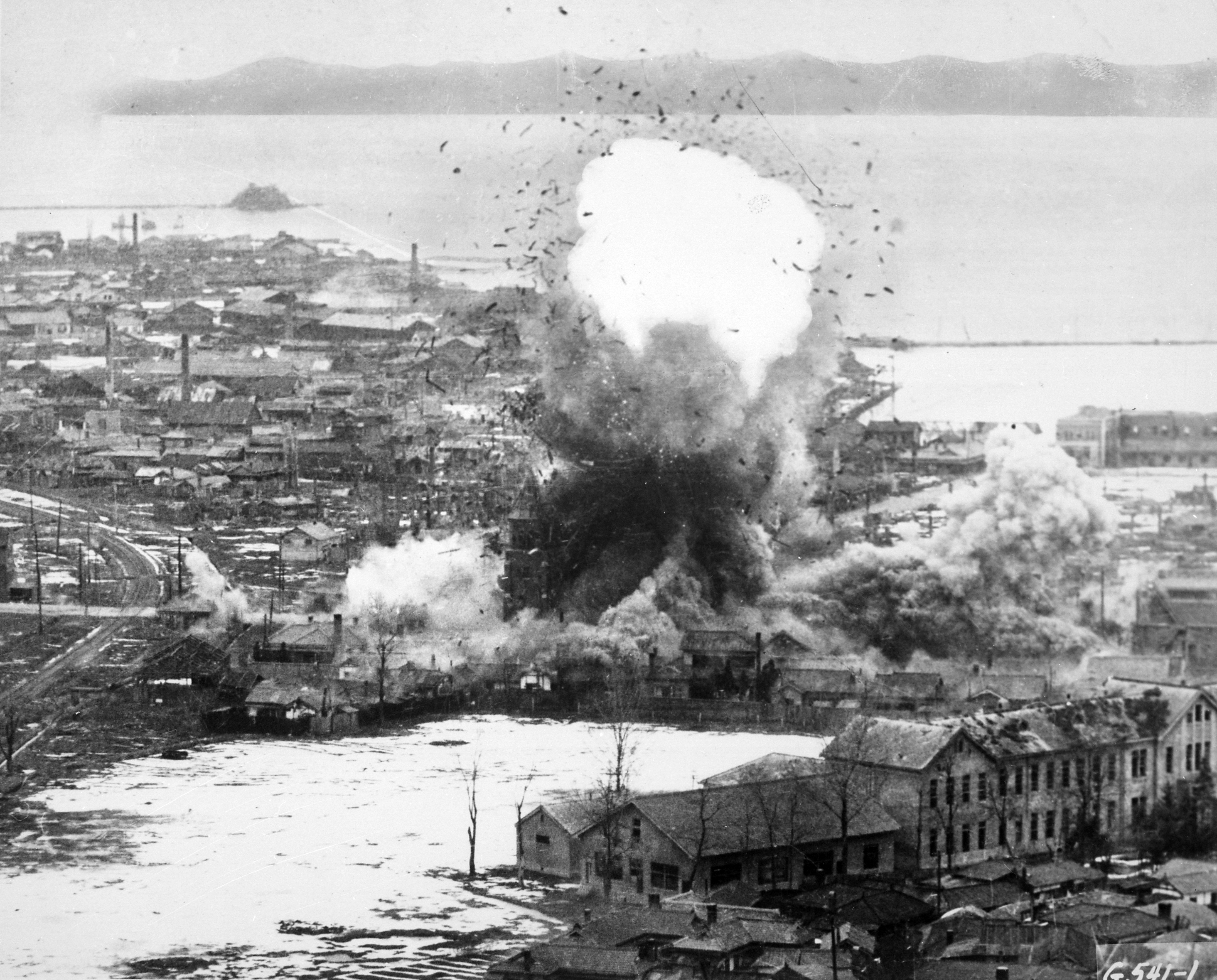
Amerykański nalot bombowy na miasto Wonsan, ok. 1951 r.

Wojna w Korei – na czerwono zaznaczone są tereny opanowane przez siły Korei Północnej, Chin i komunistów, na zielono – Korei Południowej, USA i ONZ

Kalendarium historii Korei Północnej – uporządkowany chronologicznie, począwszy od czasów najdawniejszych aż do współczesności, wykaz dat i wydarzeń z historii Korei Północnej.

## Wydarzenia sprzed wojny koreańskiej
- 15 kwietnia 1912 – urodził się Kim Ir Sen[1]
- 16 lutego 1941 – w radzieckiej miejscowości Wiatskoje urodził się Kim Dzong Il[2]
- 1943 – podczas konferencji kairskiej zdecydowano się na przywrócenie niepodległości państwu koreańskiemu[3]
- 1945 – po klęsce Japonii Półwysep Koreański podzielono wzdłuż 38. równoleżnika. Północna część znalazła się pod okupacją radziecką, południowa pod okupacją amerykańską[4]
- luty 1946 – utworzono Północnokoreański Prowincjonalny Komitet Ludowy[5]
- marzec 1946 – przeprowadzono reformę rolną[5]
- 1946 – Północnokoreańska Partia Pracy zmieniła nazwę na Partię Pracy Korei[5]
- 25 sierpnia 1948 – proklamowano Koreańską Republikę Ludowo-Demokratyczną ze stolicą w Pjongjangu. Władze objął rząd Kim Ir Sena. 10 dni wcześniej proklamowano Koreę Południową z rządem Li Syng Mana[5]
- 1948 – Armia Czerwona wycofała się z Półwyspu Koreańskiego[6]
- 1948 – uchwalono konstytucję[7]

## Wojna koreańska
- 25 czerwca 1950 – wojska północnokoreańskie przekroczyły 38. równoleżnik, rozpoczynając wojnę koreańską[8]
- 7 października 1950 – wojska amerykańskie i południowokoreańskie przekroczyły 38. równoleżnik[6]
- 25 listopada 1950 – wojska chińskie wraz z wojskami północnokoreańskimi spychają wojska amerykańskie i południowokoreańskie za 38. równoleżnik[6]
- styczeń 1951 – front na krótko ustabilizował się około 80 km na południe od Seulu[6]
- czerwiec 1951 – front ustabilizował się wzdłuż 38. równoleżnika[6]
- październik 1951 – rozpoczęto rokowania pokojowe w Panmundżom[6]
- koniec 1952 – nowo wybrany prezydent Stanów Zjednoczonych, Dwight Eisenhower ogłosił, że wojska amerykańskie jak najszybciej opuszczą Koreę[6].
- 1952 – załamanie rozmów pokojowych[6]
- kwiecień 1953 – rozpoczęto kolejne rozmowy pokojowe pomiędzy państwami koreańskimi[6]
- 27 lipca 1953 – podpisano zawieszenie broni w Panmundżom. Granicę pomiędzy obiema państwami ustanowiono strefą zdemilitaryzowaną[8]

## Rządy Kim Ir Sena

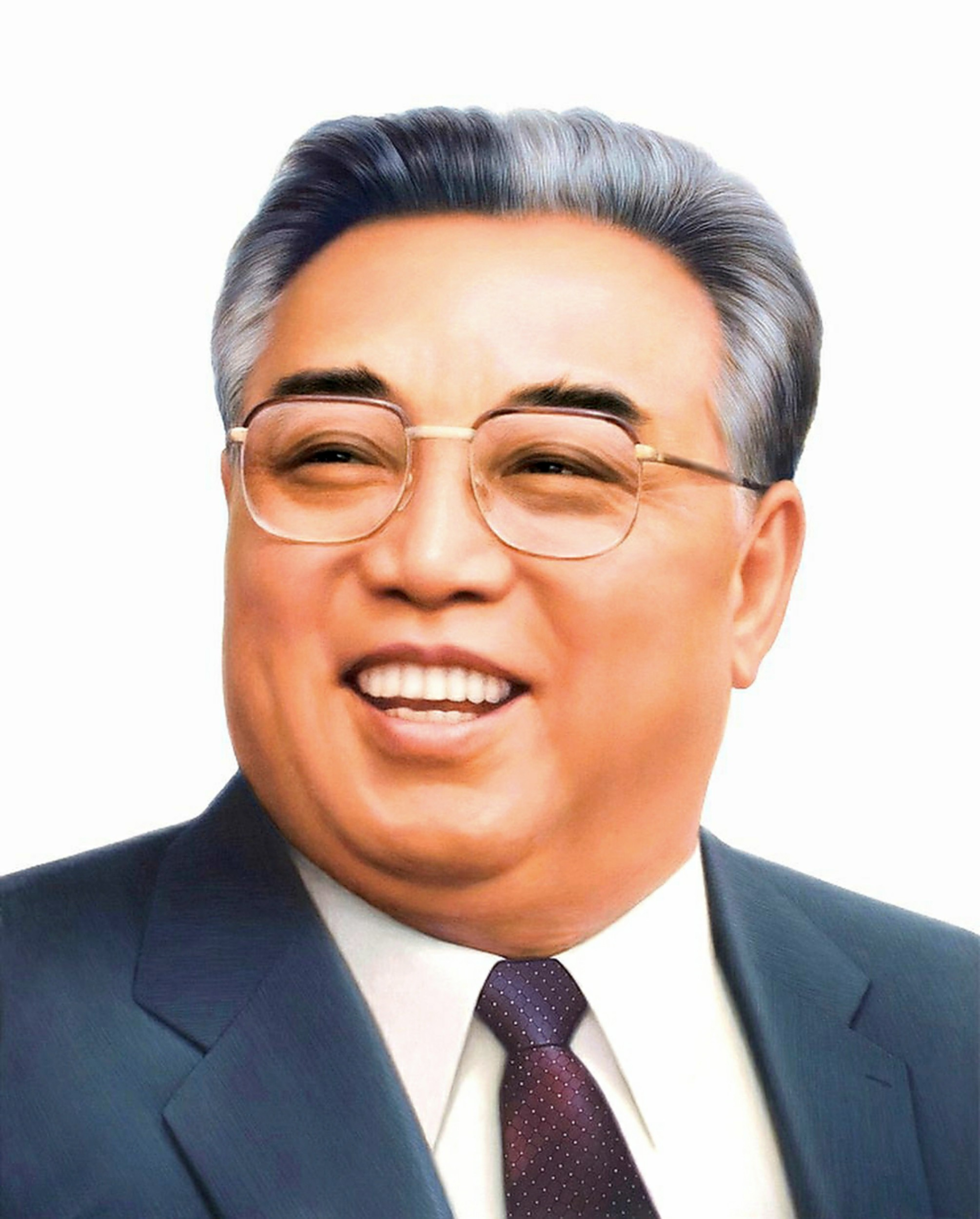
Kim Ir Sen (1912–1994)

- 1955 – Kim Ir Sen ogłosił ideologię dżucze[9]
- 1958 – Kim Ir Sen wzmocnił swoją władzę oraz rozszerzył swój kult o rodzinę[5]
- styczeń 1968 – północnokoreańskie komando zaatakowało rezydencję prezydencką w Seulu, w wyniku zamachu zginęło 7 osób[10]
- październik 1968 – grupa terrorystyczna z Korei Północnej zaatakowała Koreę Południową[10]
- 4 lipca 1972 – Korea Północna i Korea Południowa wydała pierwszy wspólny komunikat wyrażający wolę zjednoczenia w drodze pokojowej rozmowy[11]
- 1972 – Kim Ir Sen ogłosił się prezydentem oraz wzmocnił swoją władzę, rezygnując wcześniej z funkcji premiera[5]
- 1972 – ideologia dżucze została oficjalną doktryną polityczną Korei Północnej[9]
- 1972 – uchwalono nową konstytucję[12]
- 1974 – Kim Dzong Il przejął kontrolę nad przeprowadzaniem ataków terrorystycznych[10]
- 1979–1982 – rozbudowa Pjongjangu[13]
- 1980 – podczas VI zjazdu Partii Pracy Korei, Kim Dzong Il został ogłoszony następcą Kim Ir Sena[5]
- 1982 – w Izraelu aresztowano 24 północnokoreańskich agentów służących w Libanie[10]
- 1983 – grupa północnokoreańskich terrorystów zaatakowała delegację Korei Południowej w Birmie. W wyniku ataku zginęło 17 osób[10]
- 1985 – pozwolono na posiadanie indywidualnych działek rolniczych[14]
- maj 1987 – w obozie koncentracyjnym Onsŏng doszło do buntu więźniów, zakończonych masakrą, w wyniku której zginęło około 5000 więźniów[15]
- 29 listopada 1987 – Kim Hyun-hee i Kim Seung-il przeprowadzili zamach bombowy w samolocie linii Korean Air 858, zginęło 115 osób[10]
- 1988 – amerykański Departament Stanu wpisał Koreę Północną do państw wspierających terroryzm[10]
- 1992 – z Korei Północnej uciekła Kim So-Yeon, lekarka zajmująca się Kim Ir Senem[16]
- 1993 – przerwano budowę hotelu Ryugyŏng[13]
- 8 lipca 1994 – w niewyjaśnionych okolicznościach zmarł Kim Ir Sen, władzę objął Kim Dzong Il. Według nieoficjalnych informacji, Kim Ir Sen został zamordowany przez swojego syna w centrum działań nuklearnych, ponieważ chciał zliberalizować częściowo gospodarkę i zjednoczyć Koreę[17]

## Rządy Kim Dzong Ila

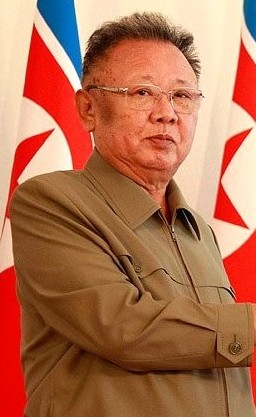
Kim Dzong Il (1941–2011)

- 21 października 1994 – w Genewie Stany Zjednoczone i Korea Północna zawarły porozumienie w sprawie zamrożenia północnokoreańskiego programu atomowego. W zamian Korea Północna otrzymała dostawy oleju opałowego oraz sfinansowanie przez Koreę Południową budowy elektrowni atomowej[18]
- 1995–1999 – klęska głodu[19]
- 1997 – doradca Kim Dzong Ila, Hwang Jang Yŏp, za krytykę władzy uciekł do Korei Południowej[20]
- 1997 – Kim Dzong Il został sekretarzem generalnym Partii Pracy Korei[2]
- 1998 – Kim Ir Sen został ogłoszony „wiecznym prezydentem”[21]
- 1998 – nowelizacja konstytucji[22]
- 1998 – Kim Dzong Il został wybrany na przewodniczącego Komitetu Obrony Narodowej[2]
- 1999 – północnokoreańscy agenci próbowali porwać północnokoreańskiego dyplomatę, który zdezerterował do Tajlandii[10]
- 13 czerwca 2000 – w Pjongjangu rozpoczęło się spotkanie, w którym uczestniczyli Kim Dzong Il i prezydent Korei Południowej Kim Dae-jung[23]
- 15 czerwca 2000 – Kim Dzong Il i Kim Dae-jung podpisali deklarację, której głównym celem było dążenie do zjednoczenia Korei[24].
- październik 2000 – Korea Północna i Stany Zjednoczone porozumiały się w sprawie ograniczenia terroryzmu[10]
- 29 stycznia 2002 – George W. Bush wymienił Koreę Północną wraz z Iranem i z Irakiem do „osi zła”[25]
- wrzesień 2002 – Korea Północna podpisała z Japonią porozumienie normalizujące stosunki pomiędzy dwoma państwami[26]
- listopad 2002 – w wyniku niedotrzymania przez Koreę Północną porozumienia z Genewy z 1994 roku wstrzymano dostawy oleju opałowego; Korea Północna zerwała porozumienie[27]
- grudzień 2002 – Korea Północna nie zezwoliła na przeprowadzenie inspekcji przez Międzynarodową Agencję Energii Atomowej[27]
- styczeń 2003 – Korea Północna wycofała się z Układu o Nierozprzestrzenianiu Broni Jądrowej, zastrzegając, że nie będzie przez jakiś czas prowadzić badań[27]
- 22 kwietnia 2004 – w Ryongch’ŏn doszło do katastrofy kolejowej, w której zginęło 170 osób, a 1300 zostało rannych[28]
- 2004 – rząd północnokoreański zakazał korzystania z telefonów komórkowych[14]
- 2005 – Korea Północna przyznała się do posiadania broni atomowej[6]
- 9 października 2006 – Korea Północna ogłosiła przeprowadzenie pierwszej próby nuklearnej[29]
- 17 maja 2007 – po raz pierwszy od 1951 roku granicę międzykoreańską przekroczył pociąg pasażerski[30]
- 2–4 października 2007 – w Pjongjangu odbyło się drugie spotkanie przywódców państw koreańskich[30]
- 14-16 listopada 2007 – w Seulu odbyło się spotkanie szefów rządów obu Korei[30]
- 11 grudnia 2007 – uruchomiono pierwsze regularne połączenie pomiędzy Koreą Północną a Południową[30]
- 19 grudnia 2007 – pogorszenie stosunków koreańskich po wygraniu przez Lee Myung-baka wyborów prezydenckich w Korei Południowej[30]
- 11 lipca 2008 – w ośrodku Mount Kumgang północnokoreański żołnierz zamordował turystkę z Południa[30]
- 30 stycznia 2009 – Korea Północna zerwała wszystkie postanowienia polityczne i gospodarcze z Południem[30]
- 8 marca 2009 – odbyły się pokazowe wybory parlamentarne, w których wszyscy deputowani pochodzili z Partii Pracy[31]
- 25 maja 2009 – Korea Północna poinformowała o przeprowadzeniu drogiej próby atomowej[32]
- 27 maja 2009 – rząd północnokoreański uważał rozejm z 1953 roku za nieważny[30]
- 10 listopada 2009 – na Morzu Żółtym doszło do wymiany ognia[30]
- grudzień 2009 – wybuch protestów w Hamhŭng przeciwko pogorszeniu warunków życiowych po denominacji wona[33]
- 26 marca 2010 – 46 południowokoreańskich marynarzy zginęło w wyniku zatonięcia okrętu w pobliżu wód terytorialnych Korei Północnej w pobliżu Wyspy Baengnyeong na Morzu Żółtym. W wyniku śledztwa ustalono, że okręt zatopiła torpeda wystrzelona z Korei Północnej[34]
- 20 maja 2010 – rząd południowokoreański oskarżył Północ o Incydent koło Wyspy Baengnyeong[30]
- 24 maja 2010 – Korea Południowa zerwała umowy z Koreą Północną. Dzień później umowy zerwała Północ[30]
- 7 czerwca 2010 – odbyła się trzecia sesja Najwyższego Zgromadzenia Ludowego KRLD[35]

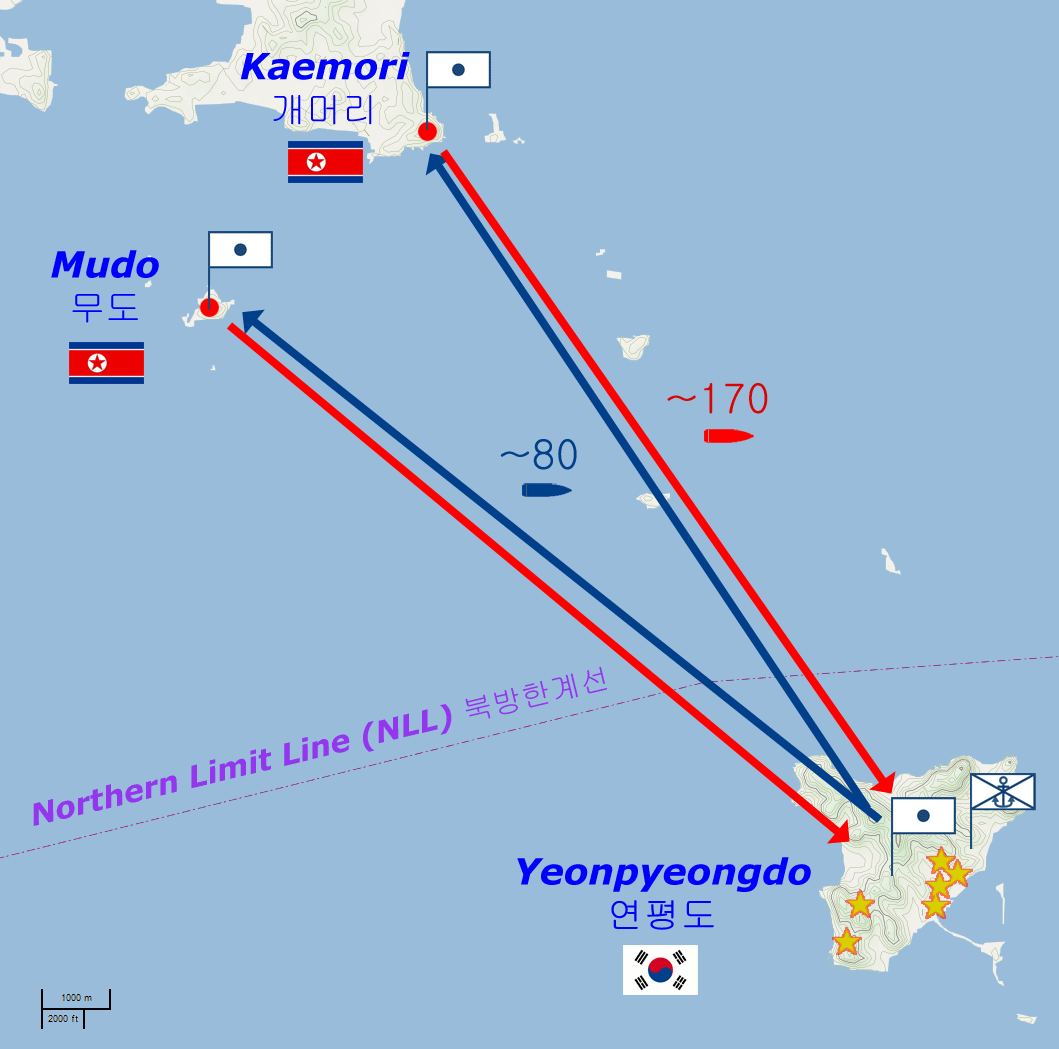
Linia wymiany ognia przed atakiem w Yeonpyeong

- sierpień-październik 2010 – w wyniku powodzi, Korea Południowa przekazała wsparcie dla Północy[35]
- 10 października 2010 – zmarł Hwang Jang Yŏp, jeden z najbliższych współpracowników Kim Ir Sena, który w 1997 roku uciekł do Korei Południowej[35]
- 16 listopada 2010 – ogłoszono budowę reaktora nuklearnego na lekką wodę w Jongbjon[35]
- 23 listopada 2010 – wojska północnokoreańskie rozpoczęły atak na wyspę Yeonpyeong w wyniku której zginęło cztery osoby[35]
- 9 grudnia 2010 – depesze WikiLeaks poinformowały, że Pjongjang pomaga Birmie rozwijać program atomowy[35]
- 14 listopada 2011 – wybuch protestów na północy Korei Północnej[36]
- 17 grudnia 2011 – w wyniku zawału serca zmarł Kim Dzong Il[37]

## Rządy Kim Dzong Una

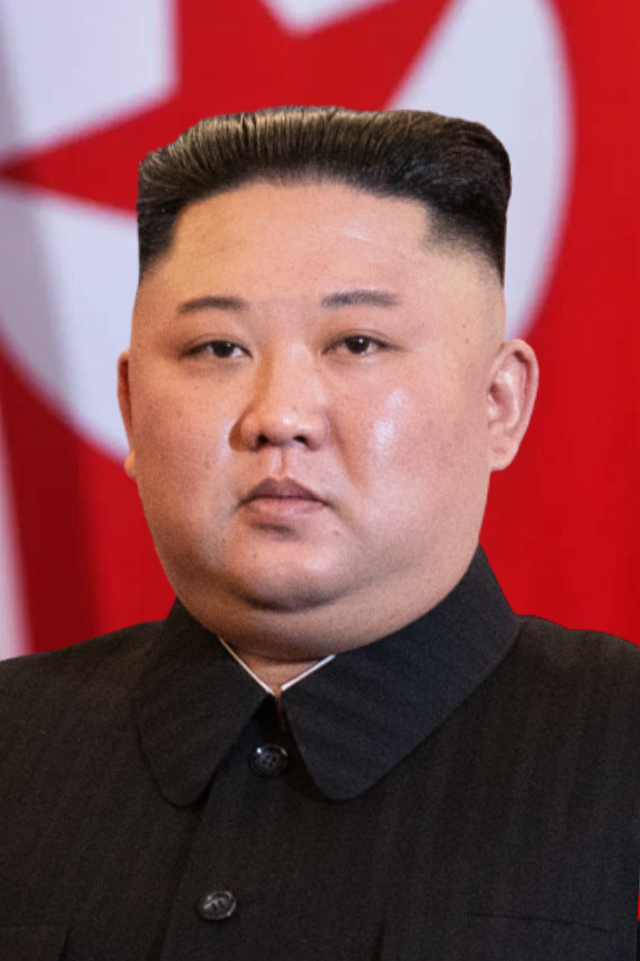
Kim Dzong Un (ur. 8 I 1984 r.)

- 15 lutego 2012 – Korea Północna nadała pośmiertnie Kim Dzong Ilowi tytuł generalissimusa
- 12 lutego 2013 – Korea Północna przeprowadziła trzecią próbę atomową, która była symultanicznie tą pierwszą od chwili objęcia przez Kim Dzong Una stanowiska Najwyższego Przywódcy Korei Północnej[38]
- 5 kwietnia 2013 – Anonymous zagroził Kim Dzong Unowi cyberatakami w celu obalenia dyktatora[39]
- 8 maja 2015 – Korea Północna zagroziła atakami na flotę południowokoreańską[40]
- 27 marca 2015 – ONZ przyjęło rezolucję potępiającą porwania cudzoziemców przez Koreę Północną[41]
- 20 sierpnia 2015 – Korea Północna ostrzelała Koreę Południową[42]
- 10 października 2015 – odbyła się jedna z największych w historii Korei Północnej defilada wojskowa, przeprowadzona z okazji 70-lecia Partii Pracy Korei[43]
- 6 stycznia 2016 – w Korei Północnej miała miejsce kolejna próba jądrowa[44]
- 6 maja 2016 – na terenie Koreańskiej Republiki Ludowo-Demokratycznej rozpoczął się VII Zjazd Partii Pracy Korei, który był pierwszym takim od 36 lat[45]
- 9 maja 2016 – Kim Dzong Un został ustanowiony Przewodniczącym Partii Pracy Korei; w tym samym dniu zakończono zainaugurowany trzy dni wcześniej VII Zjazd Partii Pracy Korei[46]
- 29 czerwca 2016 – w Korei Północnej utworzono w miejsce dawnej Komisji Obrony Narodowej KRLD Komisję Spraw Państwowych KRLD, której przewodniczącym został Kim Dzong Un[47]
- 9 września 2016 – na terytorium Korei Północnej dokonano piątej detonacji ładunku nuklearnego[48]
- 4 lipca 2017 – Korea Północna przeprowadziła pierwszy od momentu jej proklamowania udany test międzykontynentalnego pocisku balistycznego (ICBM) wystrzeliwanego z platformy lądowej, będącego rakietą balistyczną dalekiego zasięgu[49]
- 3 września 2017 – w Koreańskiej Republice Ludowo-Demokratycznej odbył się szósty w dziejach rzeczonego kraju i zarazem czwarty za rządów Kim Dzong Una próbny wybuch bomby atomowej[50]
- 27 kwietnia 2018 – w Panmundżomie w strefie zdemilitaryzowanej między Koreą Północną a Koreą Południową doszło do spotkania przywódców Korei Północnej i Korei Południowej, tj. Kim Dzong Una oraz Mun Dze Ina[51]
- 5 maja 2018 – w Korei Północnej nastąpiła zmiana czasu z UTC +8.30, na czas UTC +9.00[52][53]
- 12 czerwca 2018 – w Singapurze odbyło się pierwsze spotkanie przywódców Stanów Zjednoczonych i Korei Północnej Donalda Trumpa i Kim Dzong Una zakończone podpisaniem wstępnego porozumienia[54]
- 27 lutego 2019 – tego dnia około godziny 12:30 czasu polskiego w Hanoi w Wietnamie rozpoczęło się drugie spotkanie przywódców Stanów Zjednoczonych Donalda Trumpa i Korei Północnej Kim Dzong Una, które trwało do 28 lutego 2019 roku, zakończyło się przedwcześnie i bez osiągnięcia porozumienia[55][56]
- 11 kwietnia 2019 – Kim Dzong Un został po raz kolejny wybrany na Przewodniczącego Komisji Spraw Państwowych Koreańskiej Republiki Ludowo-Demokratycznej, a oprócz tego dokonano nowelizacji północnokoreańskiej konstytucji, w myśl której Przewodniczący Komisji Spraw Państwowych stanowi głowę państwa[57]
- 30 czerwca 2019 – Donald Trump jako pierwszy w historii urzędujący prezydent Stanów Zjednoczonych Ameryki pojawił się na terytorium Korei Północnej, czego dokonał po przekroczeniu granicy między Koreą Północną a Koreą Południową w oddzielającej te państwa strefie zdemilitaryzowanej i gdzie odbył rozmowę z przywódcą Korei Północnej Kim Dzong Unem[58]
- 10 stycznia 2021 – Kim Dzong Un podczas VIII Zjazdu Partii Pracy Korei został mianowany Sekretarzem Generalnym Partii Pracy Korei, a tym samym doszło do zniesienia utworzonego 9 maja 2016 roku stanowiska Przewodniczącego Partii Pracy Korei[59][60]